# Малюр різнобарвний
Малюр різнобарвний (Malurus lamberti) — вид горобцеподібних птахів з родини малюрових (Maluridae).

## Поширення
Ендемік Австралії. Поширений вздовж східного узбережжя країн на сході Нового Південного Уельсу та південному сході Квінсленду. Мешкає у скребах з великою кількістю рослинності, що забезпечує щільний покрив.

## Опис
Дрібний птах, завдовжки 14-15 см, вагою 6-11 г. У самців шлюбне оперення досить яскраве: вони мають дуже яскраві блакитні криючі вух, темну верхівку, чорне горло і потилицю, синю спину, каштанові передпліччя, синьо-сірий хвіст, сіро-бурі крила і біле черево. Самці у позашлюбному забарвленні, самиці і пташенята мають переважно сіро-буре забарвлення. У самців чорний дзьоб та чорна вуздечка (кільце навколо очей і лиса область між очима і дзьобом). У самиць червоно-коричневий дзьоб та яскраво руда вуздечка.